# 水野幸男
水野 幸男（みずの ゆきお、1929年7月16日 - 2003年1月24日）は、元情報処理学会会長・日本オペレーションズ・リサーチ学会会長・NEC副社長である。藍綬褒章受章者。
日本の情報処理分野に対し、先駆的に多くの技法・技術・技能を持ち込み、情報処理分野の発展につくし、日本の情報処理分野の父といわれる。日本の汎用機黄金期及び情報システム構築法の基礎を築いた点から、没後に富士通の池田敏雄・NECの水野幸男の双璧として譬えられることも多い。   

## 経歴
- 1953年東京工業大学を卒業。同年、日本電気に入社。パラメトロン、二周波メモリの研究開発を担当し、NTTのCAMAシステムの開発に参加した。この他NEAC-2200シリーズのシステムソフトウェアおよびアプリケーションソフトウェアなど開発。
- 1962年 東京工業大学　工学博士　論文は　「数理的在庫管理の理論とその実用化に関する研究 」。[1]
- 1965年にFORTRAN-D、COBOL-DおよびMODI-TR など当時先端的なシステムソフトウェアを開発。MITのジョン・マッカーシーの下でCTSSを研究、日本最初期のTSSである阪大TSSを完成。
- 1969年，COBOL言語のJIS化の委員長としてJIS COBOLの制定に寄与した。構造化プログラミングの手法をコンパイラ言語の中に導入した世界最初の構造化プログラミング言語であるCOBOL-S， FORTRAN-Sとそのコンパイラを篠沢昭二らとともに開発。その後、NEC経営に参画（副社長）。
- 1993～5年　情報処理学会会長。
- 1998～2000年　日本オペレーションズ・リサーチ学会会長を務めた[2]。

なお、阪大MACの研究などでNTT中央研究所(現NTT先端研究所)の研究者との共同開発などが多い。(現NTTデータの前身のデータ通信処理事業本部ではない)

## 関連事項
- NEC
- NEAC
- Advanced Comprehensive Operating System
- タイムシェアリングシステム
- COBOL
- FORTRAN
- 構造化プログラミング
- NTT先端研究所